# Härlunda församling, Växjö stift
Härlunda församling var en församling i Virestad-Härlunda pastorat i Allbo-Sunnerbo kontrakt, Växjö stift i Älmhults kommun i södra Småland. Församlingen uppgick 2018 i Virestad-Härlunda församling.
Församlingskyrka var Härlunda kyrka.

## Administrativ historik
Församlingen bildades omkring 1595 genom en utbrytning ur Västra Torsås församling.
Församlingen var till 1 maj 1893 annexförsamling i pastoratet Skatelöv, Västra Torsås och Härlunda, därefter annexförsamling i pastoratet Västra Torsås och Härlunda. Från 1962 var den annexförsamling i pastoratet Almundsryd och Härlunda, från 1995 i ett pastorat med Virestads församling. Församlingen uppgick 2018 i Virestad-Härlunda församling.
Församlingskod var 076502.